# 514
Раннє Середньовіччя. У Східній Римській імперії триває правління Анастасія I. Наймогутнішими державами в Європі є Остготське королівство на Апеннінському півострові, де править Теодоріх Великий, та Франкське королівство, розділене на 4 частини між синами Хлодвіга. У Західній Галлії встановилося Бургундське королівство.
Іберію та частину Галлії займає Вестготське королівство, Північну Африку — Африканське королівство вандалів та аланів, у Тисо-Дунайській низовині лежить Королівство гепідів.
У Китаї період Північних та Південних династій. На півдні править династія Лян, на півночі — Північна Вей. В Індії правління імперії Гуптів. У Японії триває період Ямато. У Персії править династія Сассанідів.
На території лісостепової України в VI столітті виділяють пеньківську й празьку археологічні культури. VI століття стало початком швидкого розселення слов'ян. У Північному Причорномор'ї співіснують різні кочові племена, зокрема гуни, сармати, булгари, алани.

## Події
- Лідер повстання проти візантійського імператора Анастасія I Віталіян пішов на Константинополь. У самому місті теж неспокійно. Тому імператор пішов на угоду з повстанцями. Він виплатив 5000 фунтів золота, частково як викуп за свого племінника. Віталіян повернувся в Мезію.
- 52-м Папою Римським став Гормізд.

## Померли
- 19 липня Папа Симмах